# Akontios

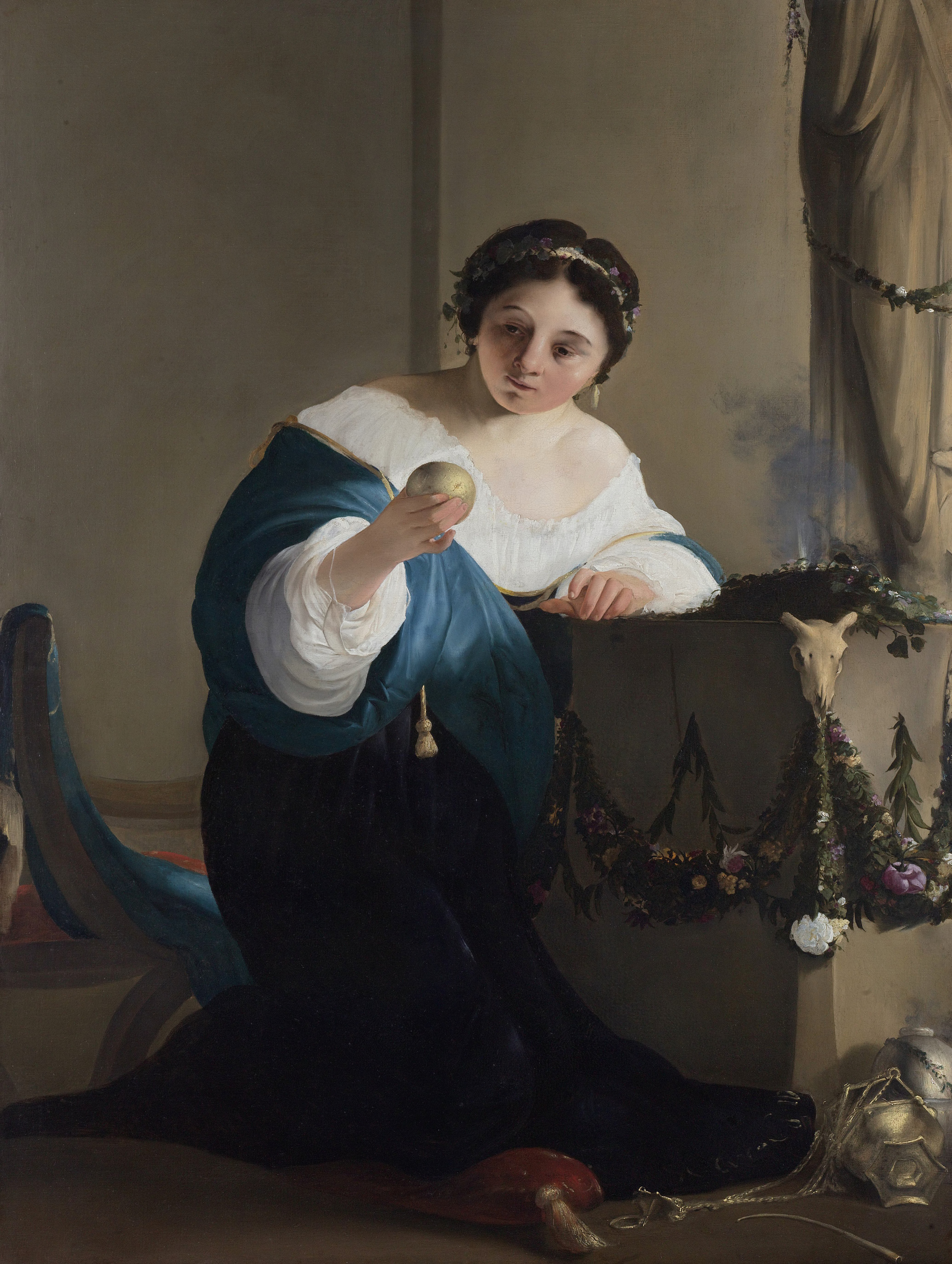
Kydippe mit Akontios’ Apfel von Paulus Bor (etwa 1601–1669)

Akontios (altgriechisch Ἀκόντιος Akóntios) ist in der griechischen Mythologie ein junger Mann von der Insel Keos.
Auf Delos verliebt er sich bei einem Fest zu Ehren der Göttin Artemis in die schöne Kydippe aus Athen. Er wendet eine List an, um sie zu gewinnen: Im Tempel der Artemis wirft er Kydippe einen Apfel zu, in dessen Schale er die Worte „Bei Artemis, ich werde den Akontios zum Mann nehmen“ geritzt hat. Die überraschte Kydippe liest den Satz laut, wodurch er im Tempel der Artemis zum Schwur wird, an den sie gebunden ist.
Ihr Vater versucht vergeblich, sie mit anderen Männern zu verheiraten. Jedes Mal lässt sie Artemis schwer erkranken. Vom Orakel von Delphi bekommt der Vater schließlich den Rat, sie dem Akontios zur Frau zu geben, wobei die vornehme Herkunft des Akontios hervorgehoben wird: dieser sei nämlich Nachkomme der keischen Priester des Zeus Aristaios Ikmios, die jährlich den Stern Maira (Sirius) mit Opfer besänftigen, damit die Sommerhitze, die der Stern bringt, durch die Etesien gelindert werde.

## Nachweise
- Gerhard Fink: Who’s who in der antiken Mythologie. 2. Auflage. Deutscher Taschenbuch Verlag, München 1993, ISBN 3-423-30362-X, S. 30.